# Benediktinerabtei Michaelbeuern

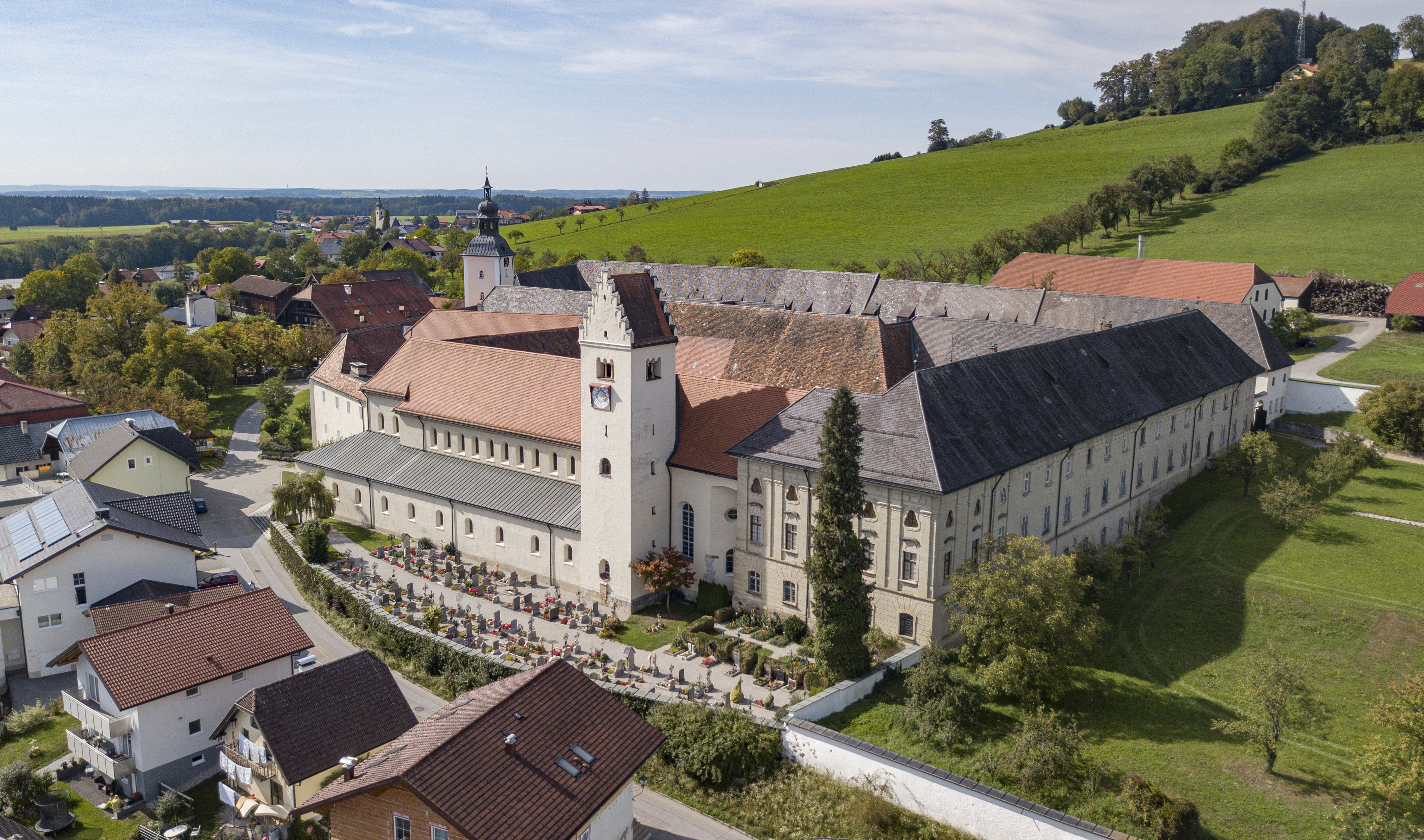
Klosteranlage

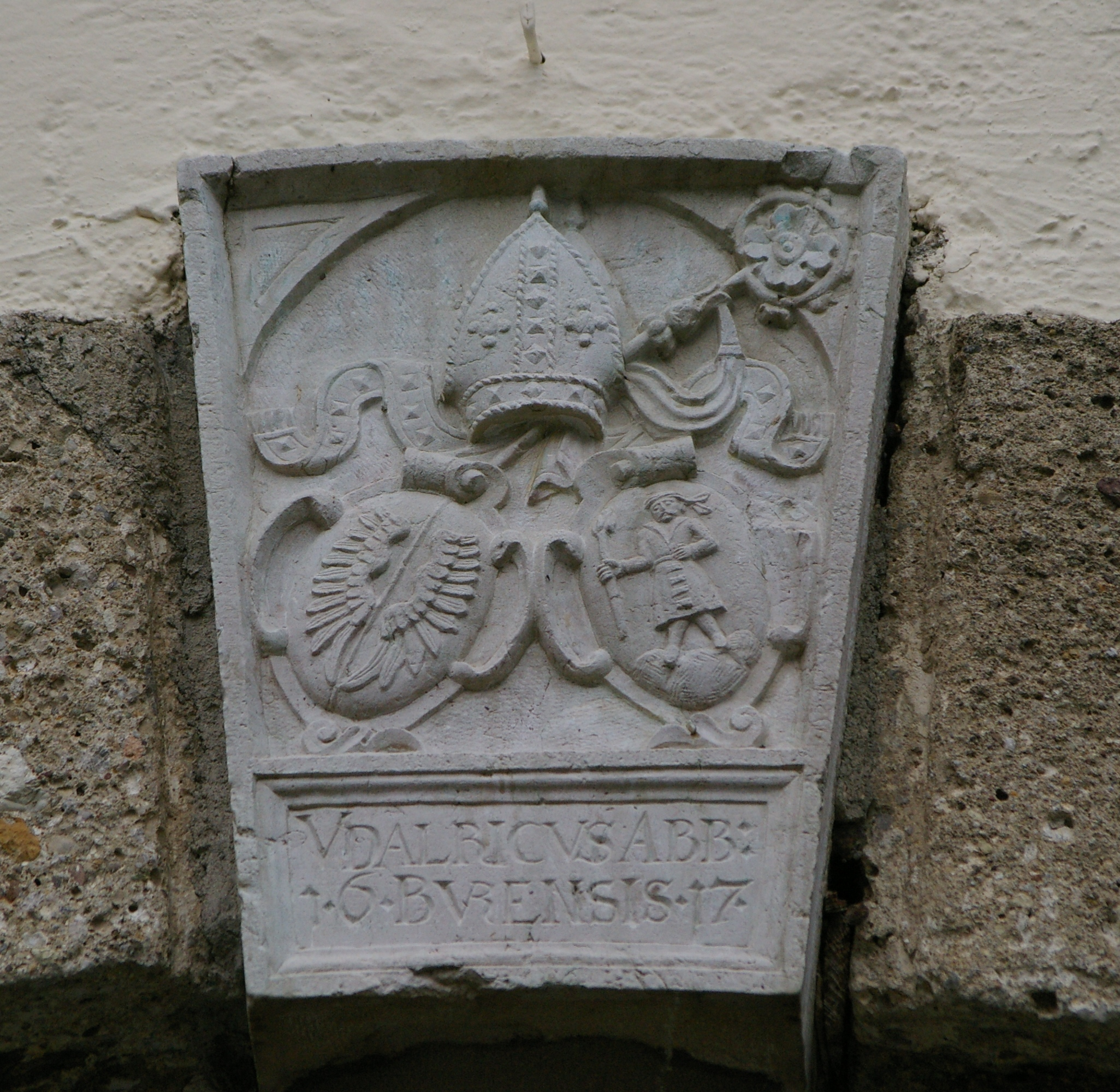
Wappen am Haupteingang

Die Benediktinerabtei Michaelbeuern (S. Michaelis Archangelis apud Beurn) ist ein im 8. Jahrhundert gegründetes Kloster in Michaelbeuern, dem Hauptort der Gemeinde Dorfbeuern im Salzburger Land in Österreich, etwa 30 Kilometer nördlich der Stadt Salzburg.

## Gründung und Geschichte Michaelbeuerns
Bereits zur Zeit des Salzburger Abtbischofs Flobrigis existierte hier wohl schon um 736 eine Mönchszelle, die 817 im Aachener Klosterverzeichnis als „Buria“ bezeichnet wird. Der Michaelbeurer Prior Michael Filz hat im 19. Jahrhundert wegen Besitzungen, die zunächst dem Kloster Otting gehörten und dann in der Hand von Michaelbeuern waren, die Theorie aufgestellt, das von Bischof Virgilius von Salzburg im Jahre 749 geweihte Kloster Otting sei um 785 nach Michaelbeuern verlegt worden.
Nach der Unterbrechung des klösterlichen Lebens und Wirkens durch die Ungarnkriege begann jedenfalls 977 mit der Güterschenkung durch Kaiser Otto II. der Wiederaufbau. Unter Pfalzgraf Hartwig I. kam es zur Neustiftung der Abtei, deren Erneuerung im hohen Mittelalter die bedeutendsten Familien des Landes betrieben.
Nach der glanzvollen Neuweihe der romanischen Pfeilerbasilika am 18. Juli 1072 durch den Patriarchen Sighard von Aquileia und Erzbischof Gebhard von Salzburg war Michaelbeuern ein adeliges Doppelkloster, das jedoch bald wieder erlosch. Werigand ist der erste namentlich bekannte Abt des Klosters. Seine Regierungszeit wird von 1072 bis 1100 datiert. Unter Abt Walther (1161–1190) erlebte Michaelbeuern eine Blüte; er erwarb die nach ihm benannte Riesenbibel, die um 1140 geschrieben wurde. Zunehmend übernahmen nun die Mönche den Seelsorgsdienst in den umliegenden Gemeinden, wie auch in Seewalchen am Attersee, in Obersulz und im 18. Wiener Gemeindebezirk, wo noch heute der Bezirksteil Michelbeuern (heute im 9. Bezirk Alsergrund) am Gürtel nach dem Kloster benannt ist. Schon im 13. Jahrhundert lässt sich eine Konventschule quellenmäßig nachweisen, die später auch Sängerknaben ausbildete.
Krisenzeiten, verursacht durch Elementarkatastrophen wie den Brand im Jahr 1364, durch Misswirtschaft in der Pfründenvergabe und durch die Auswirkung der Reformation, als der Konvent nur mehr drei Mönche umfasste, wurden nur kurzfristig durch Phasen des Aufschwungs unterbrochen, wie sie auf die Durchführung der Melker Klosterreform unter Abt Georg (1440–1472) folgten.
Erst mit dem 17. Jahrhundert begann eine langfristige Konsolidierung Michaelbeuerns, die sich in Spiritualität, weitreichenden Seelsorgs- und Bildungsaufgaben und in umfangreichen Bautätigkeiten niederschlug. An die fünfundzwanzig Mönche dozierten an der Benediktineruniversität Salzburg.
Bedeutende Künstler der damaligen Zeit, der Bildhauer Meinrad Guggenbichler und der Maler Johann Michael Rottmayr, schufen den weitum bekannten Hochaltar in der barockisierten Stiftskirche. Unter Abt Anton Moser wurden Konventstock und Bibliothek neu errichtet, der Abteisaal 1771 durch Franz Nikolaus Streicher freskiert. 1835 wurde dem Kloster das ehemalige Augustiner-Eremitenkloster in Salzburg-Mülln übertragen, wodurch die Mönche in den heutigen Stadtpfarren Mülln und bis September 2008 Maxglan seelsorgliche Aufgaben übernahmen.
Während der Zeit des Nationalsozialismus waren Schule und Kirche geschlossen, die Mönche vertrieben. Bald nach dem Zweiten Weltkrieg wurde das klösterliche Leben neu begonnen, 1950 konnte die reromanisierte Stiftskirche neu geweiht werden.
Unter dem gegenwärtigen Abt Johannes Perkmann setzt sich die zeitgemäße Erneuerung des Klosters fort. Sichtbarer Ausdruck dafür ist u. a. die Renovierung und Revitalisierung des gesamten ehemaligen Ökonomietrakts des Klosters als Schul- und Bildungszentrum und die Restaurierung der Stiftskirche mit der Errichtung der Eisenbarth-Orgel.

## Gegenwärtige Aufgaben

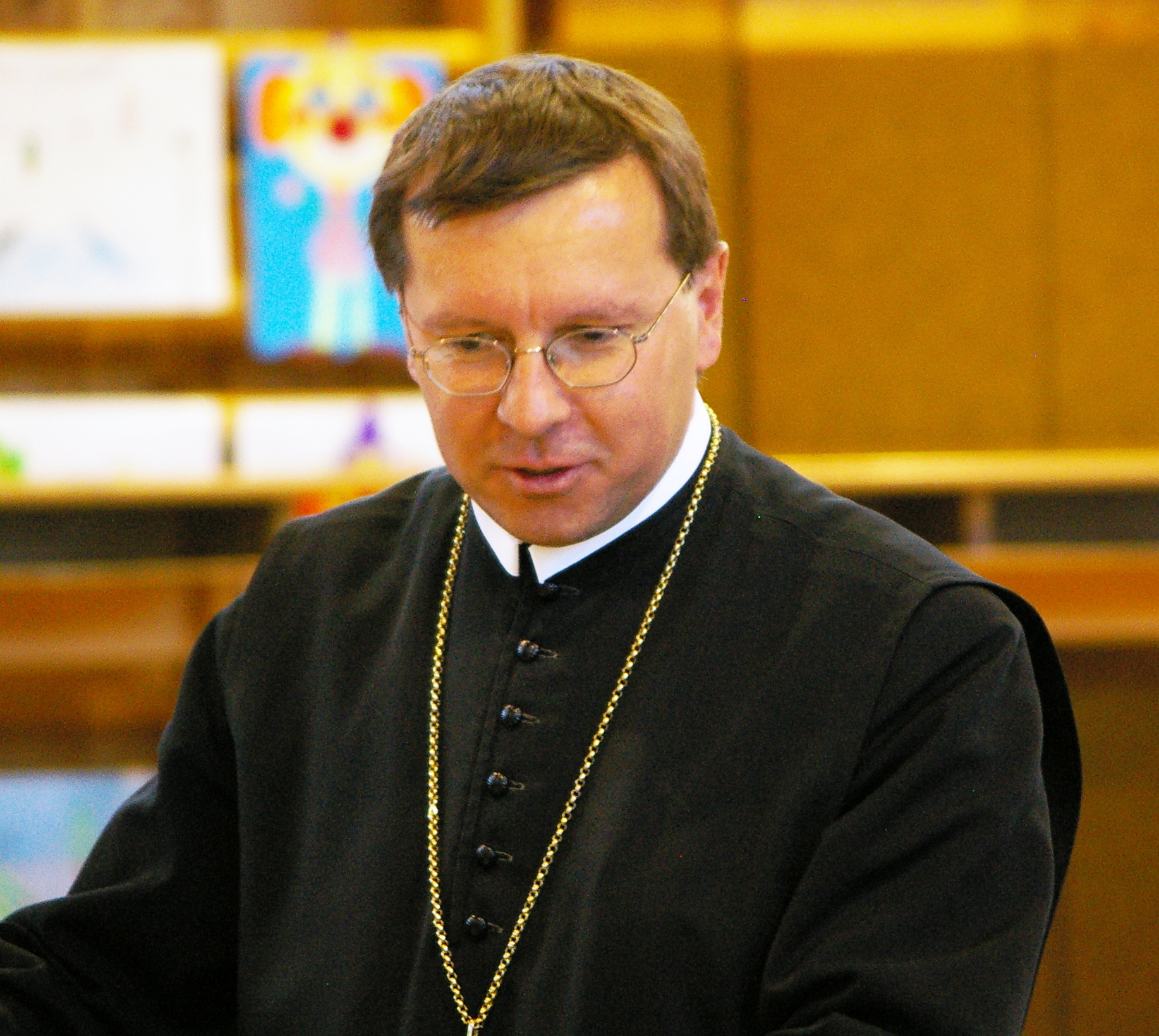
Johannes Perkmann, Abt von Michaelbeuern

Die Mönche von Michaelbeuern – aktuell sind es 12 (Stand Jänner 2021) – versuchen durch die Führung einer Schule und eines Internates, jungen Menschen Hilfe bei einer ganzheitlichen Persönlichkeitsentwicklung zu geben. Das Exerzitien- und Bildungshaus will Menschen, die Stille, Besinnung und religiöse Vertiefung suchen, in Exerzitien, Einkehrtagen, Kloster auf Zeit und in Weiterbildung von pfarrlichen Mitarbeitern benediktinische Spiritualität vermitteln.
Außerdem sind Mönche in vier Pfarreien in Stadt und Land Salzburg bzw. Oberösterreich (Perwang, Salzburg-Mülln, Lamprechtshausen und der Stiftspfarre Dorfbeuern) als Pfarrseelsorger tätig. Die Pfarre Salzburg-Maxglan wurde mit September 2008 an die Erzdiözese Salzburg abgegeben.
Als Kulturerhalter bemüht sich die Abtei, die ihr seit Jahrhunderten anvertrauten Kirchenkulturgüter nicht nur in einem musealen Rahmen zugänglich zu machen, sondern sie eingebunden in ihre sakrale Umgebung und lebendige Funktion erlebbar zu machen.
Wie jedem Benediktinerkloster sind Michaelbeuern Wirtschaftsbetriebe angeschlossen. Das Kloster betreibt eine Landwirtschaft, eine Biogasanlage und ein Fernheizwerk, das das Kloster und einige Haushalte des Dorfs versorgt. Ebenso hat das Kloster seit dem 19. Jahrhundert einen 50-Prozent-Anteil am Augustiner Bräu Kloster Mülln. Gegenüber der Abtei befindet sich die Stiftskellnerei, ein Lokal, das in einem ehemaligen Wirtschaftsgebäude des Klosters untergebracht ist und von diesen verpachtet wurde.
2012 wurde das Internat geschlossen, beginnend mit dem Schuljahr 2013/14 ging die Hauptschule in eine Neue Mittelschule über.

## Abteikirche
Wohl schon vor der Neuweihe der romanischen Pfeilerbasilika am 18. Juli 1072 durch den Patriarchen Sieghard von Aquileia und Erzbischof Gebhard von Salzburg bestand ein älterer Kirchenbau in Michaelbeuern. Bedeutende Künstler bei der im 17. Jahrhundert erfolgten Barockisierung der Abteikirche waren u. a. der Bildhauer Meinrad Guggenbichler und der Maler Johann Michael Rottmayr. Sie schufen um 1691 den weitum bekannten Hochaltar. Während der nationalsozialistischen Herrschaft war die Kirche geschlossen und die Mönche vertrieben. Als bald nach dem Krieg das klösterliche Leben neu begonnen wurde, konnte 1950 auch die in Teilen reromanisierte Stiftskirche wieder geweiht werden.

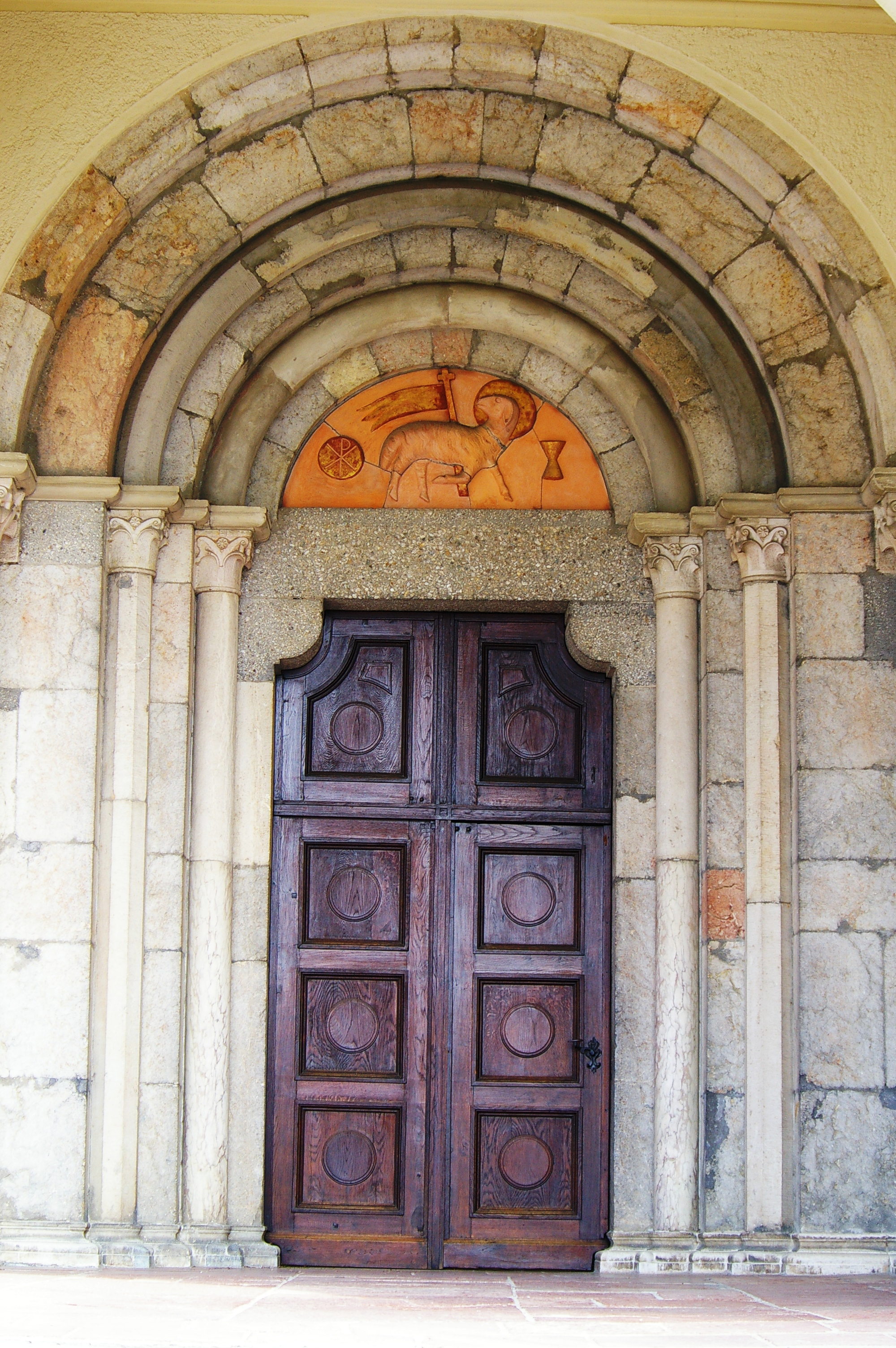
Romanisches Portal
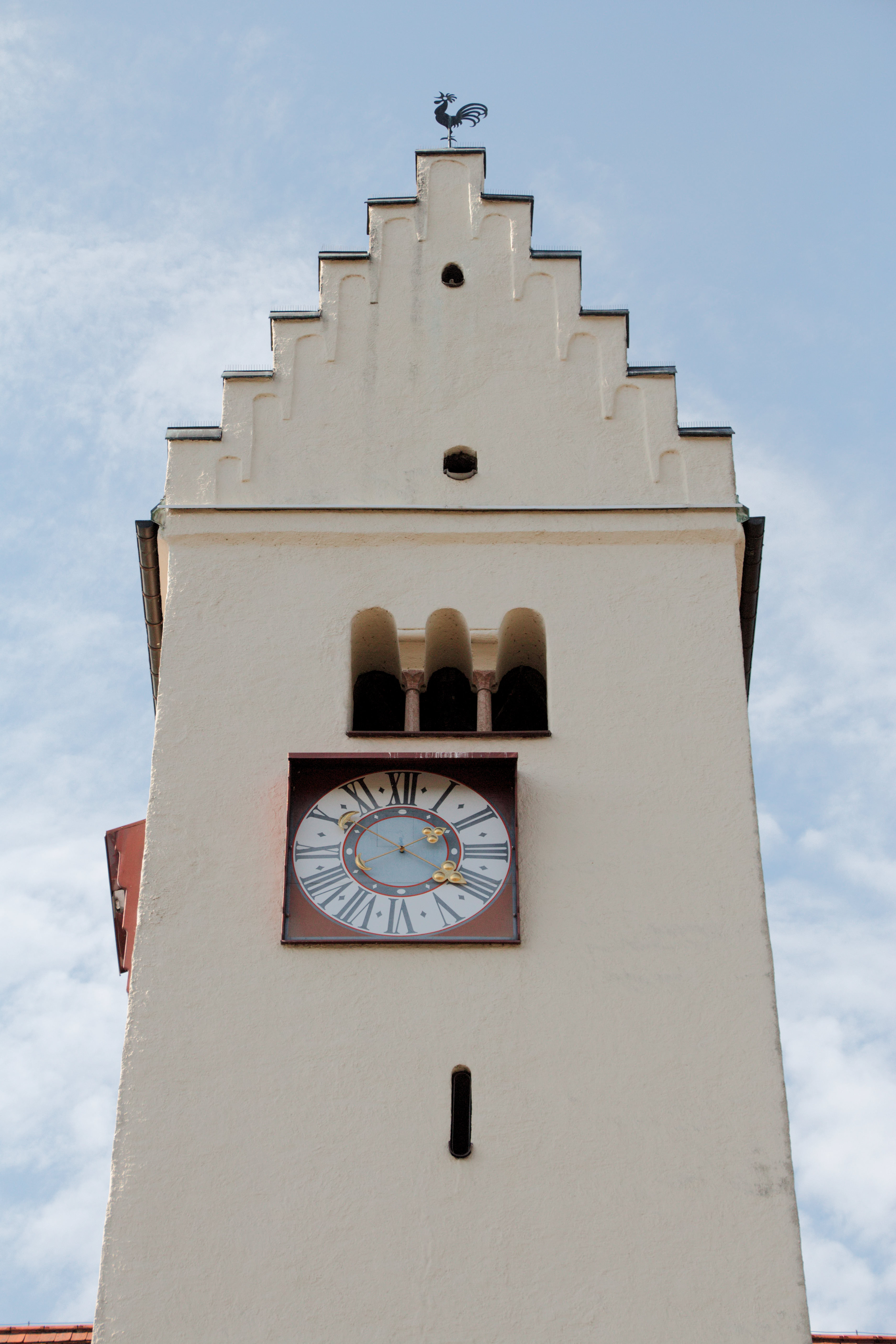
Turm der Abteikirche
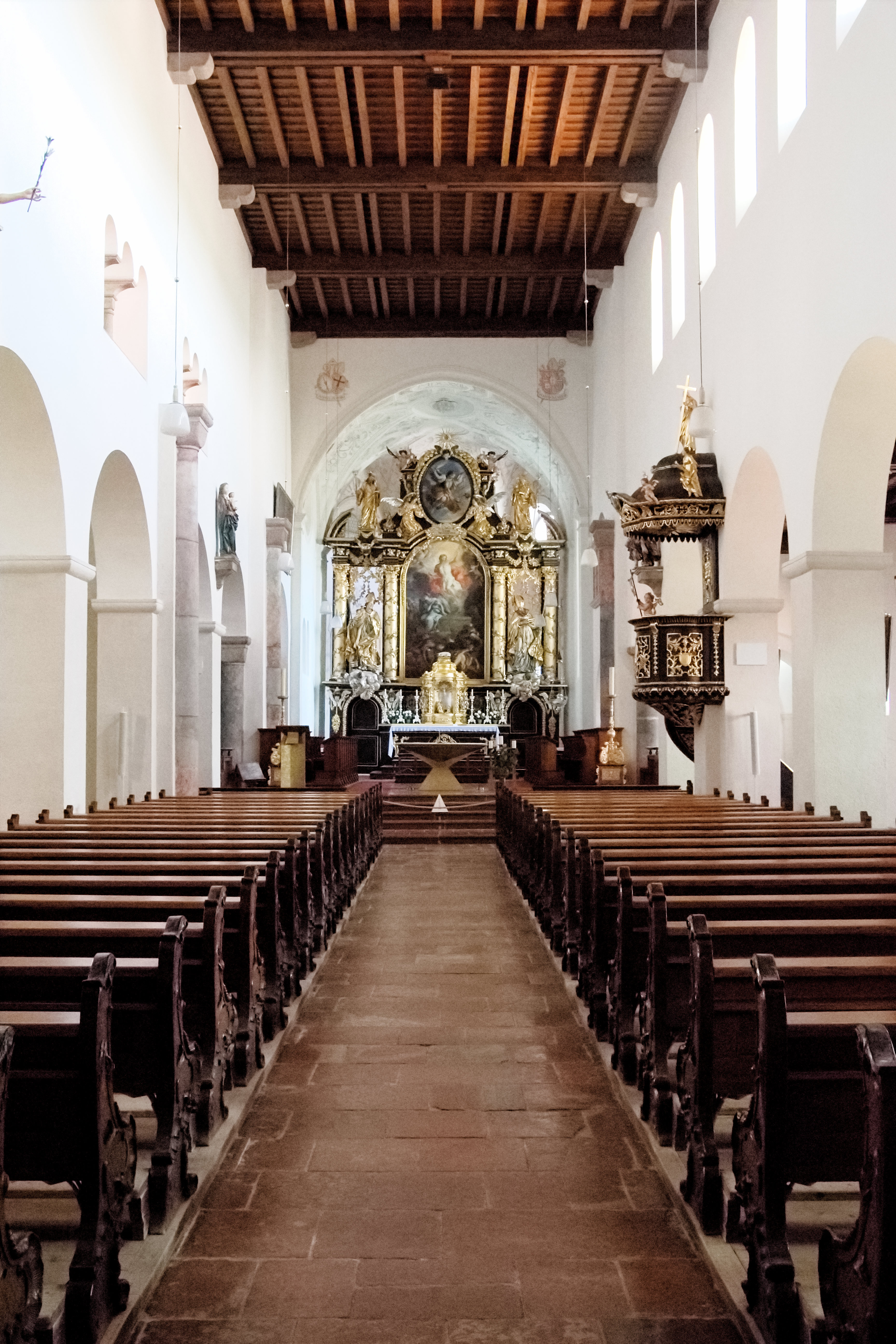
Inneres der Abteikirche
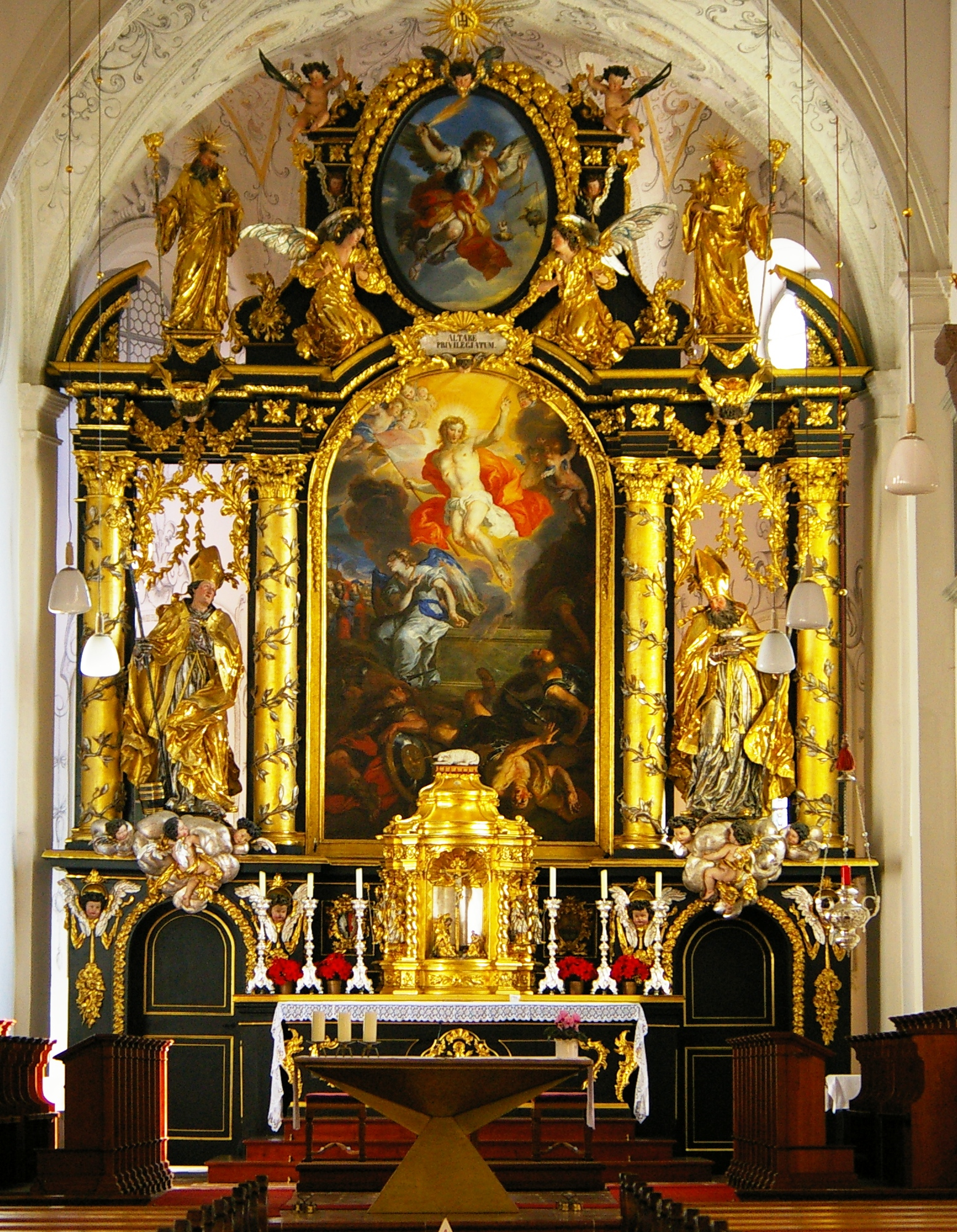
Hochaltar
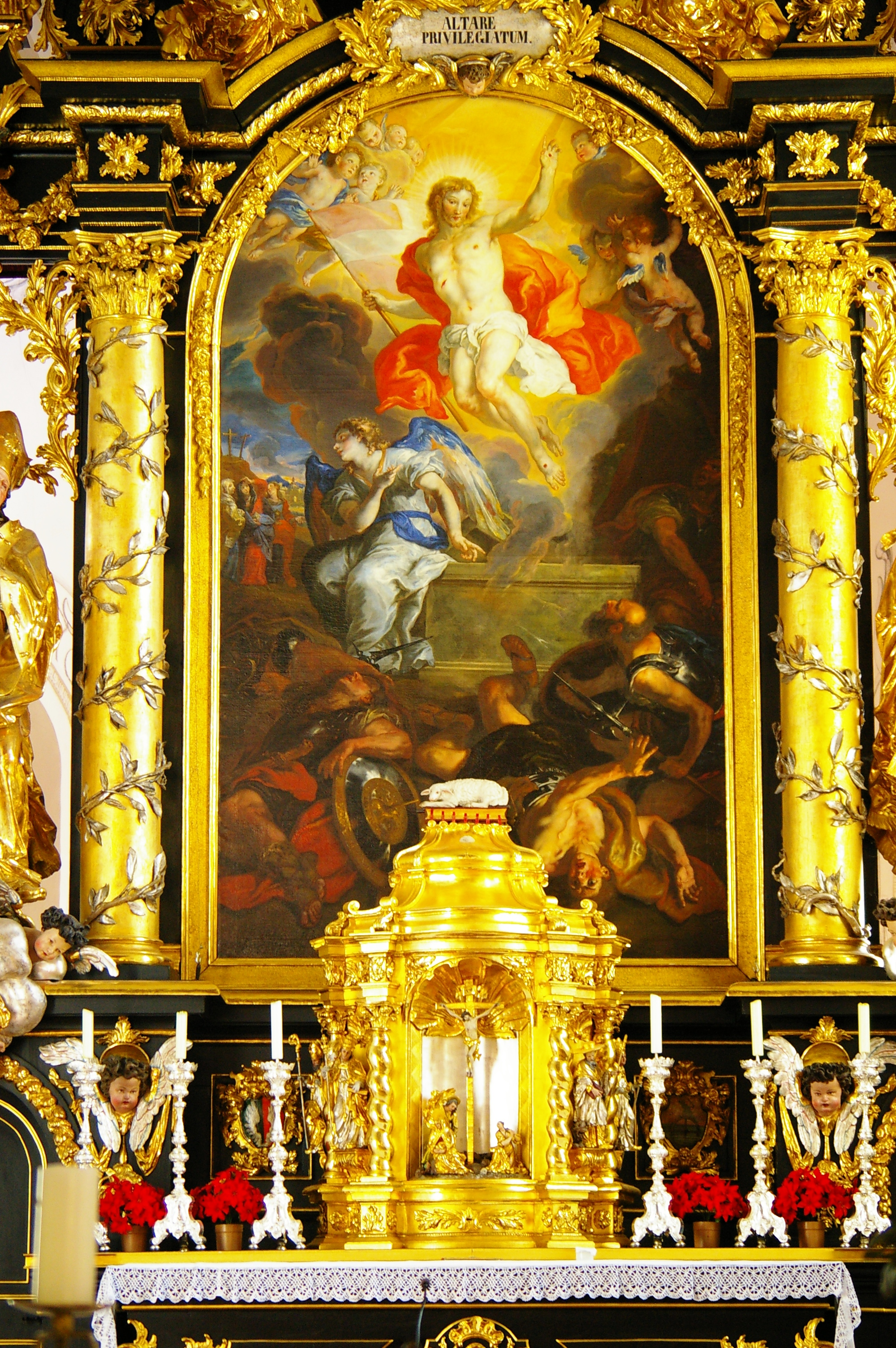
Altarbild von Johann Michael Rottmayr
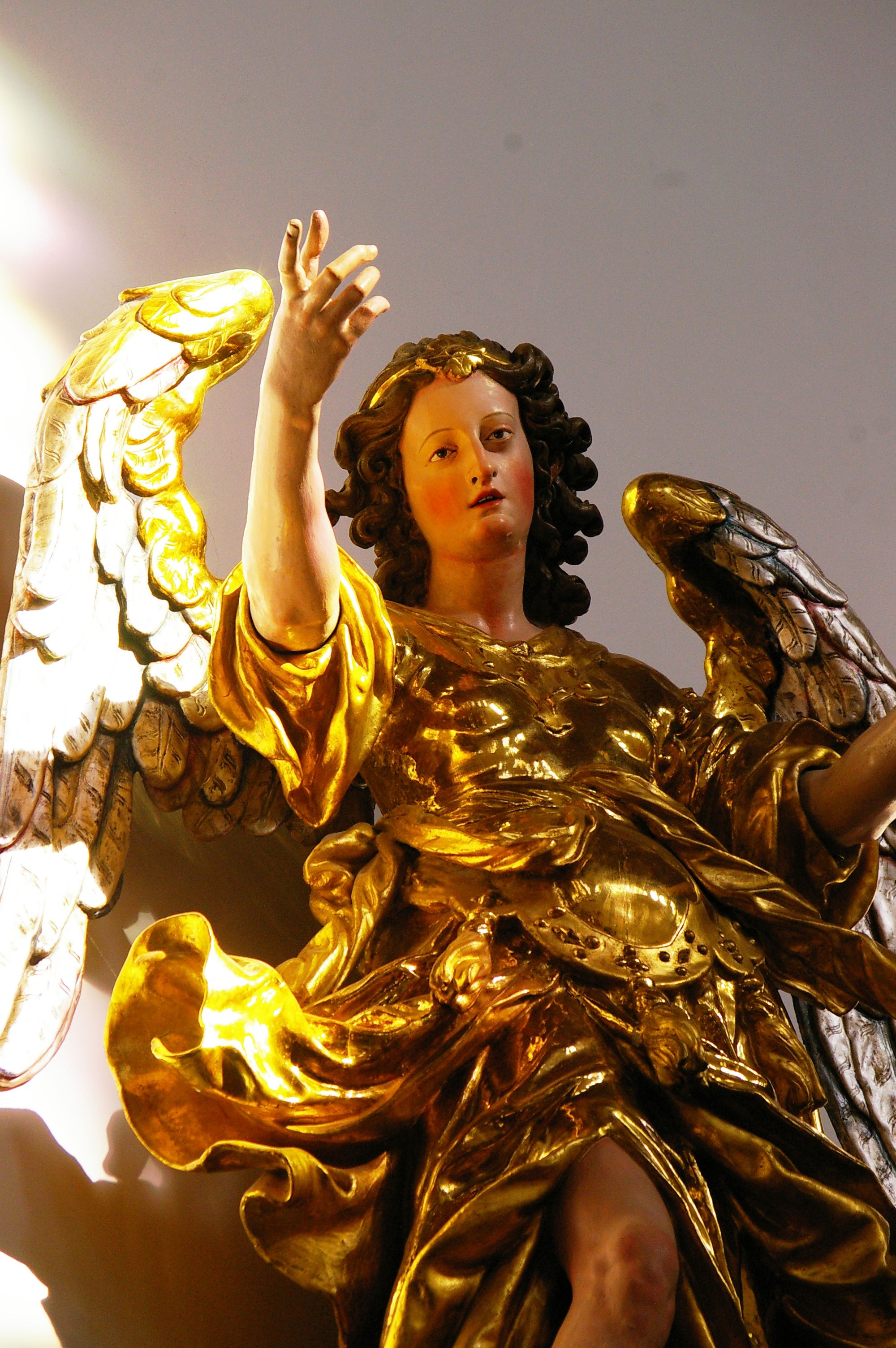
Erzengel Gabriel von Meinrad Guggenbichler
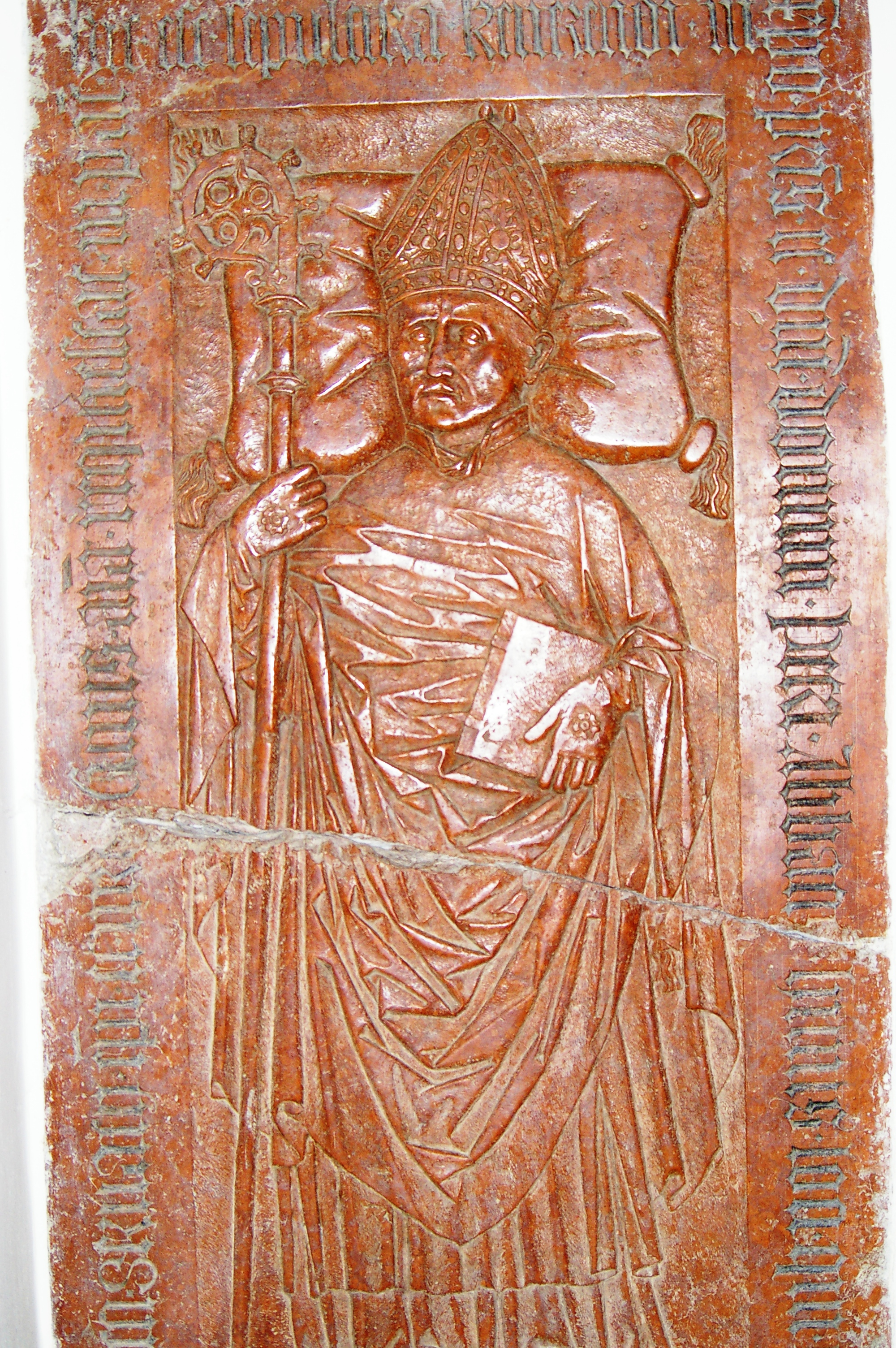
Grabplatte des Abts Ulrich Hofbauer in der ehemaligen Äbtegruft, heute Vorraum der Kirche